# Trachypholis variegatus
Trachypholis variegatus is een keversoort uit de familie somberkevers (Zopheridae). De wetenschappelijke naam van de soort werd in 1886 gepubliceerd door David Sharp.